# Horná Kráľová
Horná Kráľová és un poble i municipi d'Eslovàquia que es troba a la regió de Nitra, al sud-oest del país. El 2021 tenia 808 habitants.

## Demografia
| Godina             | 1994 | 2004   | 2014   | 2024   |
| ------------------ | ---- | ------ | ------ | ------ |
| Nombre de persones | 1961 | 1853   | 1905   | 1871   |
| Diferència         |      | −5,50% | +2,80% | −1,78% |

| Godina             | 2023 | 2024   |
| ------------------ | ---- | ------ |
| Nombre de persones | 1876 | 1871   |
| Diferència         |      | −0,26% |